# Habronattus formosus
Habronattus formosus är en spindelart som först beskrevs av Banks 1906.  Habronattus formosus ingår i släktet Habronattus och familjen hoppspindlar. Inga underarter finns listade i Catalogue of Life.